# Heribra
Heribra (fl. XVIII secolo a.C.) è stato un sovrano egizio inquadrato nella XIV dinastia.

## Liste Reali
| N5 | O4 | r · Y1 | ib | Z1 |

| N5 | O4 | r · Y1 | ib | Z1 |

| N5 | O4 | r · Y1 | ib | Z1 |

| N5 | O4 | r · Y1 | ib | Z1 |

| N5 | O4 | r · Y1 | ib | Z1 |

| N5 | O4 | r · Y1 | ib | Z1 |

| N5 | O4 | r · Y1 | ib | Z1 |

| N5 | O4 | r · Y1 | ib | Z1 |

## Biografia
Questo sovrano, come molti altri della stessa dinastia, è conosciuto solamente attraverso il Canone Reale e regnò 29 (forse giorni) nel Delta del Nilo.

## Cronologia
| Periodo                    | Dinastia | periodo di regno  |
| Secondo periodo intermedio | XIV      | dopo il 1720 a.C. |

| predecessore: Autibra | Signore del Basso e dell'Alto Egitto | successore: Nebsenra |

| Dinastie contemporanee | Capitale |
| XIII                   | Ity Tawy |